# Momoyo Kaijima

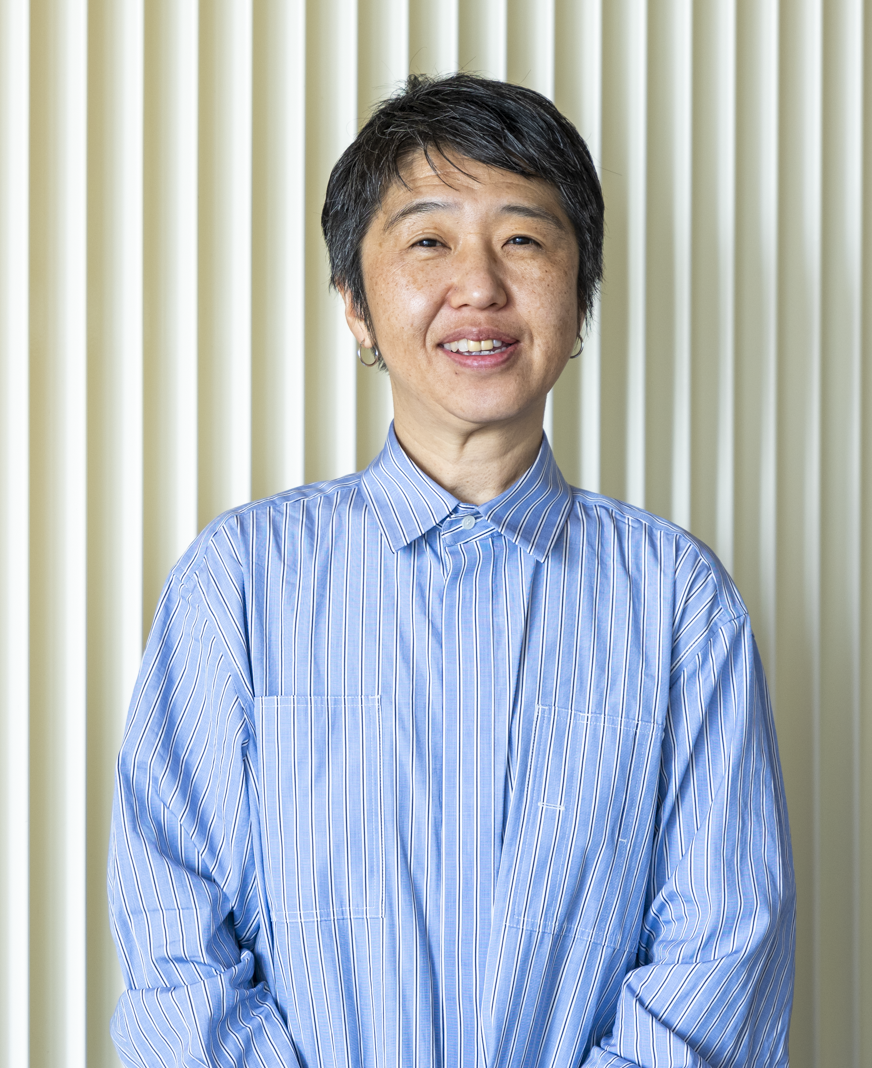
Momoyo Kaijima (2023)

Momoyo Kaijima (japanisch 貝島 桃代; geboren 1969) ist eine japanische Architektin und seit 2021 ordentliche Professorin für Architectural Behaviorology am Departement Architektur an der ETH Zürich. Sie ist für ihre Arbeit im Atelier Bow-wow bekannt, einem von ihr und Yoshiharu Tsukamoto gegründeten Studio. Ihre Tätigkeit liegt vorwiegend im Bereich der städtischen Wohngebäude in Japan, sowie in der Behaviorology, der Untersuchung des Verhaltens von Menschen, Objekten oder Gebäuden in ihrer aktuellen sozialen und physischen Umgebung.

## Leben
Kaijima wurde 1969 in Tokio geboren und interessierte sich schon in jungen Jahren für Häuser. Kaijima wurde von nichts Bestimmtem beeinflusst, hatte jedoch viele Gelegenheiten, verschiedene Häuser zu besuchen.
Im Jahr 1991 schloss sie ihr Studium an der Japan Women’s University im Fachbereich Hauswirtschaft ab. Kaijima erlangte 1994 ihren Postgraduiertenabschluss am Tokyo Institute of Technology mit einem Ingenieurstudium und setzte ihr Studium an derselben Institution fort, um sowohl einen Graduierten- als auch einen Postgraduiertenabschluss zu erlangen.

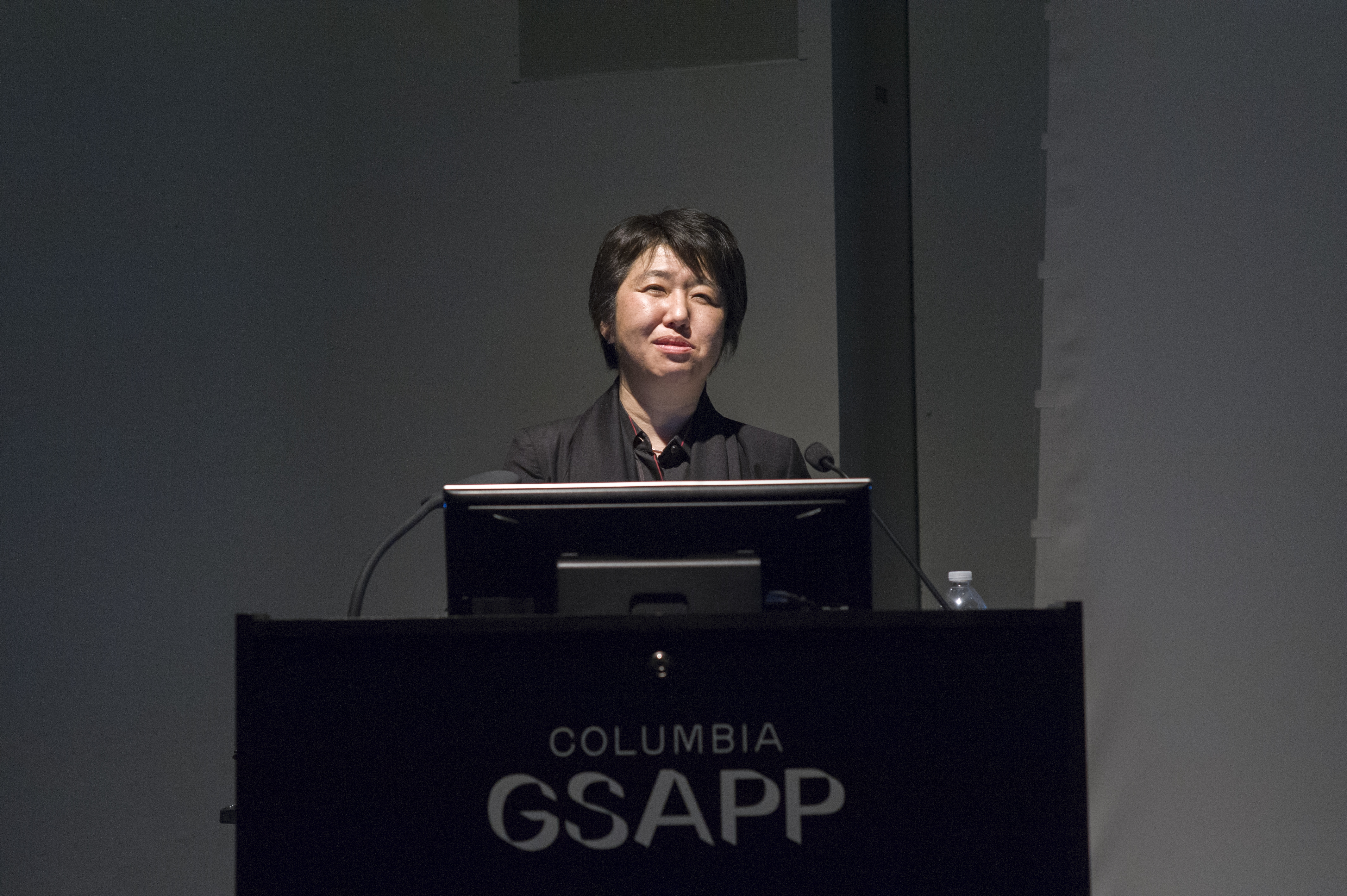
Momoyo Kaijima an der Columbia University (2017)

Sie lehrte und arbeitete an verschiedenen Universitäten weltweit, darunter Harvard, Royal Danish Academy of Fine Arts, Rice University, Technische Universität Delft, Columbia University und der ETH Zürich. Seit 2000 ist Kaijima Assistenzprofessorin an der University of Tsukuba, wo sie Forschung betreibt. Seit 2017 ist sie außerordentliche Professorin, ab 2021 ordentliche Professorin für Architectural Behaviorology am Departement Architektur der ETH Zürich.

## Karriere
Kaijima und Yoshiharu Tsukamoto begannen bereits während ihrer Schulzeit, an Wettbewerben teilzunehmen, und beschlossen aufgrund ihrer Erfolge, gemeinsam ein Architekturbüro namens Atelier Bow-Wow zu gründen. Ein Großteil der Arbeit von Atelier Bow-Wow konzentriert sich auf Wohnarchitektur, insbesondere in städtischen Gebieten. Diese Projekte haben ihren Schwerpunkt oft in der Nutzung des minimalen Raums in den städtischen Zentren von Kaijimas Heimatland Japan. Kaijima ist der Ansicht, dass Design „Für unser Vergnügen, zu unserem Genuss“ da ist.
Kaijima konzentriert sich sowohl in ihrer Praxis als auch in ihrer eigenen Forschung auf die humanistische Architektur. Zu ihren wichtigsten Projekten gehört das Mado Gebäude (2006).
Gemeinsam mit Tsukamoto hat Kaijima auch mehrere Bücher verfasst, darunter Pet Architecture (2002), Graphic Anatomy (2007) und The Architecture of Atelier Bow-Wow: Behaviorology (2010). Pet Architecture legt den Fokus auf die kleinen Zwischenräume, die in Tokio weit verbreitet sind, und spiegelt ihre Arbeit im Atelier Bow-Wow wider. In Behaviorology befassen sich Kaijima und Tsukamoto mit kleinen Häusern und mobilen Projekten.

## Publikationen
Quellen:
- Made in Tokyo – 2001
- Pet Architecture – 2007
- The Architectures of Atelier Bow-Wow – 2010
- Commonalities of Architecture – 2016

## Werke (Auswahl)
Quellen:
- 1992 – Kiosk in Ruralscape
- 1994 – Articulatiors House
- 1996 – Eight & Half Daikan-yama
- 1998 – ANI House
- 1998 – Kusasenri Toilet
- 1998 – Mini House
- 1999 – Kawanishi Camping Cottage B
- 2000 – Moth House
- 2000 – Eight & Half Atelier
- 2001 – House Saiko
- 2002 – Das House
- 2002 – Kobe Piazza Italia
- 2005 – Hanamidori
- 2006 – Nora House
- 2008 – Sway House
- 2008 – Bokutei
- 2010 – Tower Machiya
- 2014 – Roji Machiya
- 2016 – Muji Books Ebisu
- 2017 – Periscope House
- 2021 – Home Base
- 2021 – HaHa House
- 2023 – Chestnut Tree Library

## Ehrungen und Auszeichnungen
Quellen:
- Riba International Fellowship in 2012
- Kuratierte den Japanischen Pavillon bei der Biennale von Venedig im Jahr 2018.
- RIBA Preis 2021
- Presidents Medal and Award for Research 2021
- Wolf Prize 2022